# Алберта
Алберта (енгл/фр: Alberta), континентална је канадска покрајина (провинција) и поред Саскачевана једина је континентална покрајина у земљи. Налази се у западном делу Канаде и са површином од 661.848 km² највећа је од три преријске провинције и на шестом месту у држави. Смештена је између Британске Колумбије на западу, Саскачевана на истоку, Северозападних територија на северу и америчке савезне државе Монтана на југу.
Провинција Алберта формирана је 1. септембра 1905. издвајањем из Северозападних територија а истог дана постала је и део канадске конфедерације. Име је добила у част принцезе Лујзе, војвоткиње од Аргила.
Према попису из 2011. у провинцији је живело 3.645.257 становника или у просеку 5,69 становника по km². Два најзначајнија и најважнија градска центра су Едмонтон који обавља функцију административног центра провинције и Калгари као највећи град. Важнији градски центри су и Летбриџ и Ред Дир.
Рељефом провинције доминирају високи врхови Стеновитих планина на југозападу и пространа прерија у остатку територије. Најважнији водотоци су реке Северни и Јужни Саскачеван и Ред Дир на југу, те Атабаска и Пис у централним и северним деловима. На Стеновитим планинама се налазе бројни глечери планинске глацијације а највећи од њих је циркни глечер Колумбија са којег полазе и два највећа долинска глечера у провинцији Саскачевански и Атабаски из чијих терминалних извора свој ток почињу и две највеће истоимене реке.
Привреда провинције почива на изузетно развијеној нафтној индустрији коју прати и највећи БДП по глави становника у целој земљи (2007).
Град Калгари је био домаћин Зимских олимпијских игара 1988. године. Хокејашки тимови Едмонтон ојлерси и Калгари флејмса део су професионалне Националне хокејашке лиге.

## Етимологија
Алберта је име добила у част принцезе Лујзе Саксен-Кобургске (1848 — 1939), четврте кћерке канадске краљице Викторије и принца Алберта.
Принцеза Лујза је била удата за маркиза од Лорна Џона Кемпбела који је обављао функцију генералног гувернера Канаде од 1878. до 1883. године.

## Становништво
| 1996.     | 2001.     | 2006.     | 2011.     | 2016.     |
| --------- | --------- | --------- | --------- | --------- |
| 2.696.826 | 2.974.807 | 3.290.350 | 3.645.257 | 4.067.175 |